# Ana Sofia Campeã
Ana Sofia Campeã (Lisboa) é uma acordeonista portuguesa.

## Biografia
Frequentou o Curso Geral de Acordeão no Instituto de Música Vitorino Matono, tendo como Professor Vitorino Matono. Terminou o Conservatório em julho de 2004. Cedo começou a ter uma presença ativa em programas de Rádio de Norte a Sul do país, tendo sido uma delas muito importantes, em 1993 foi apurada para a finalíssima do programa da Voz de Lisboa da Rádio Renascença “lugar aos novos” de Fernando de Almeida, gravando assim o primeiro CD juntamente com outros artistas. Aos 9 anos de idade estreou-se a nível televisivo no programa “A filha da Cornélia” da RTP1, começando a ser conhecida pela descontração a tocar e pelo sorriso sempre presente!
De 2009 a 2013 integra o projeto The Godspeed Society.